# Клепарівський цвинтар
Клепарівський цвинтар — цвинтар у Львові, що припинив існування.
Розташовувався на т. зв. «Голдах». На початку 1990-х на місці зруйновиних могил вояків УГА було насипано символічну курган-могилу.

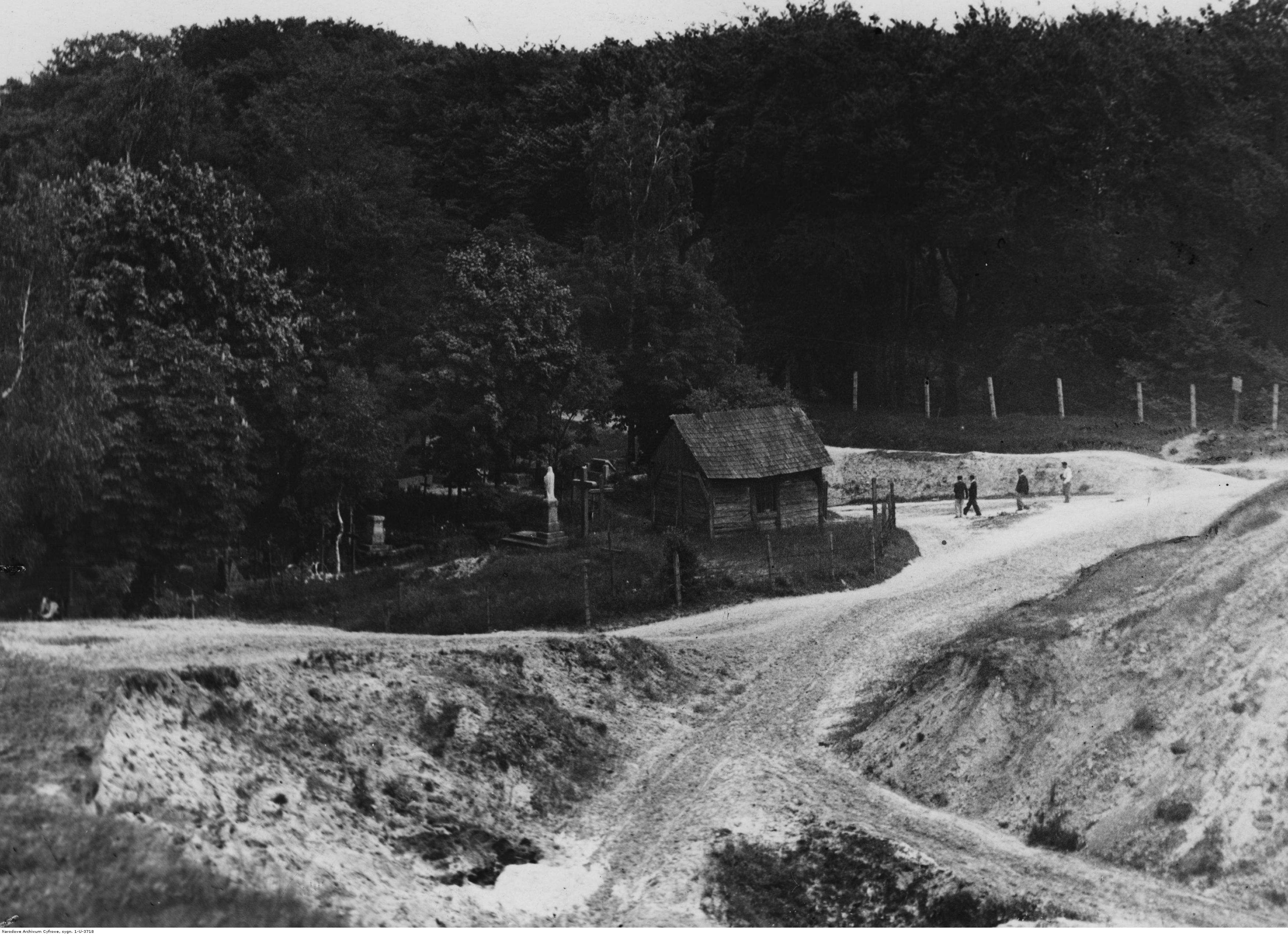
Клепарівський цвинтар

При львівській вулиці Єрошенка стоять «фігура» Божої Матері і високий хрест — нагадують про Клепарівській цвинтар, який знаходився на тому місці до 1970-х років.

## Поховані особи
- На Клепарівському цвинтарі ховали загиблих у польсько-українській війні 1918–1919 років,[2] зокрема, 1918 року — 7 невідомих січових стрільців.[1]
- перепохований о. Мекелита Петро[3].